# Миргородский, Юрий Тихонович
Ю́рий Ти́хонович Миргоро́дский (укр. Юрій Тихонович Миргородський; 9 января 1962) — советский и украинский футболист и мини-футболист, мастер спорта СССР по футболу с 1983 года.

## Карьера
Воспитанник «Днепра-75» (тренер Борис Давидович Подорожняк). Начинал карьеру в клубе Первой лиги «Днепр» Днепропетровск, с которым вышел в высшую лигу, а в 1983 выиграл чемпионат СССР. Далее играл в клубах «Колос» Никополь и «Торпедо» Запорожье. С 1989 по 1990 год выступал в махачкалинском «Динамо». После распада СССР играл в основном в мини-футбольных клубах, последним из которых стал «ЦСД Днепропетровск».
Работал тренером в детско-юношеском футболе, рабочим и менеджером на днепропетровском заводе «Альбатрос».

## Достижения
- Чемпион СССР: 1983